# Benjamin Busse
Benjamin Busse (...) è un ex giocatore di football americano tedesco che ha giocato come defensive lineman.